# Pokornost
Pokornost ljudska osobina, u kojoj je osoba podložna autoritativnoj figuri. Pod utjecajem osoba višeg hiararhijskog statusa. Sama pokornost se nalazi u ljudima od uvijek, a kroz povijest je možemo vidjeti u raznim oblicima. Pokorni su vjernici, robovi, sluge, osobe nižeg staleža koje ovise o onima višeg staleža.
Pokornost također može dolaziti u moralnom ili nemoralnom obliku.  Pokorni ljudi su skloni slušanju naređenja, ispunjavanju zahtjeva drugih, moćnijih ljudi, kao i poniznošću u ophođenju.
Pokornost susrećemo u svakodnevnom svijetu. U religioznom svijetu pokornim ljudima autoritet je božanstvo te njegovi prenositelji (šamani, svećenici, hodže itd.) U svijetu politike pokoran je narod ili glasači, ovisni o višim vlastima (pretsjednik, potpredsjednik itd) Čak i na poslu, radnik može biti pokoran poslodavcu, kolegama, nadređenima ili cijeloj firmi. 

## Pozbati eksperimenti

### Miligramov eksperiment
Godine 1960. Stanlez Miligram stvorio je vrlo kontroverznu, ali često repliciranu studiju. kako su Nacisti uspjeli obične građane uvjeriti te uključiti u sudjelovanja u masovnim ubojstvima u Holokaustu. Krajnji rezultat eksperimenta pokazao je kako je pokornost ljudi nad vlastima tad postala te bila jača od normi. 
Kao i mnogi drugi eksperimenti u psihologiji, Milgramova postava uključivala je obmanu sudionika. U eksperimentu je ispitanicima rečeno da će sudjelovati u istraživanju učinaka kazne na učenje. U stvarnosti, eksperiment se usredotočuje na spremnost ljudi da se povinuju zlonamjernom autoritetu. Svaki ispitanik služio je kao učitelj asocijacija između proizvoljnih parova riječi. Nakon susreta s "učiteljicom" na početku eksperimenta, "učenik" (suučesnik eksperimentatora) sjedio je u drugoj prostoriji i mogao se čuti, ali ne i vidjeti. Učiteljima je rečeno da za svaki pogrešan odgovor daju "učeniku" električne šokove sve jačine. Ako bi ispitanici doveli u pitanje proceduru, "istraživač" (opet, Milgramov suučesnik) bi ih potaknuo da nastave. Ispitanicima je rečeno da ignoriraju mučne krikove učenika, njegovu želju da se odveže i prekine eksperiment, te molbe da mu je život ugrožen i da pati od srčanog oboljenja. Eksperiment se, inzistirao je "istraživač", morao nastaviti. Ovisna varijabla u ovom eksperimentu bila je količina napona primijenjenih šokova.